# SpaceX COTS Demo Flight 1
SpaceX COTS Demo Flight 1 foi o primeiro lançamento orbital da espaçonave de carga Dragon e o segundo lançamento do foguete Falcon 9 fabricado pela SpaceX. Foi também o primeiro lançamento de demonstração do programa Commercial Orbital Transportation Services (COTS) da NASA. Os objetivos principais da missão eram de testar a manobra orbital e a reentrada da cápsula Dragon. A missão também teve como objetivo testar os reparos no foguete Falcon 9, particularmente a rolagem não planejada do primeiro estágio que ocorreu durante o primeiro lançamento. A lançamento ocorreu em 8 de dezembro de 2010 às 15:43 UTC.
O sucesso da missão permitiu à SpaceX avançar em seu plano de testes de veículos. Com dois lançamentos do Falcon 9 consecutivos "quase perfeitos" e testes satisfatórios da primeira cápsula do Dragon, a SpaceX "pediu à NASA para combinar os objetivos traçados para as duas missões COTS restantes ... e permitir uma atracação na Estação Espacial Internacional (ISS) durante seu próximo lançamento." Esta missão de teste combinada foi concluída em maio de 2012 e atingiu seus objetivos, abrindo o caminho para entregas regulares de carga pela Dragon para a ISS sob o contrato de Commercial Resupply Services (CRS). Os lançamentos comerciais começaram em outubro de 2012 com o CRS-1.

## Contrato COTS
Em 18 de agosto de 2006, a NASA anunciou que a SpaceX havia ganhado um contrato de Commercial Orbital Transportation Services (COTS) da NASA para demonstrar a entrega de carga à Estação Espacial Internacional (ISS) com uma possível opção para transporte de tripulação. Este contrato, projetado pela NASA para fornecer "capital inicial" para o desenvolvimento de novos foguetes, pagou à SpaceX US$ 278 milhões para desenvolver o veículo de lançamento Falcon 9, com pagamentos de incentivos pagos em marcos culminando em três lançamentos de demonstração. O COTS Demo Flight 1 foi o primeiro dos lançamentos sob este contrato. O acordo original com a NASA previa que o COTS Demo Flight 1 ocorresse no segundo trimestre de 2008; este lançamento sofreu vários atrasos, ocorrendo na verdade em dezembro de 2010.
Separadamente do contrato COTS da NASA, a SpaceX também recebeu um contrato da NASA para Commercial Resupply Services (CRS) para a ISS. O valor contratado da empresa é de US$ 1.6 bilhão, e a NASA pode decidir solicitar missões adicionais por um valor total de contrato de até US$ 3.1 bilhões.

## Preparativos

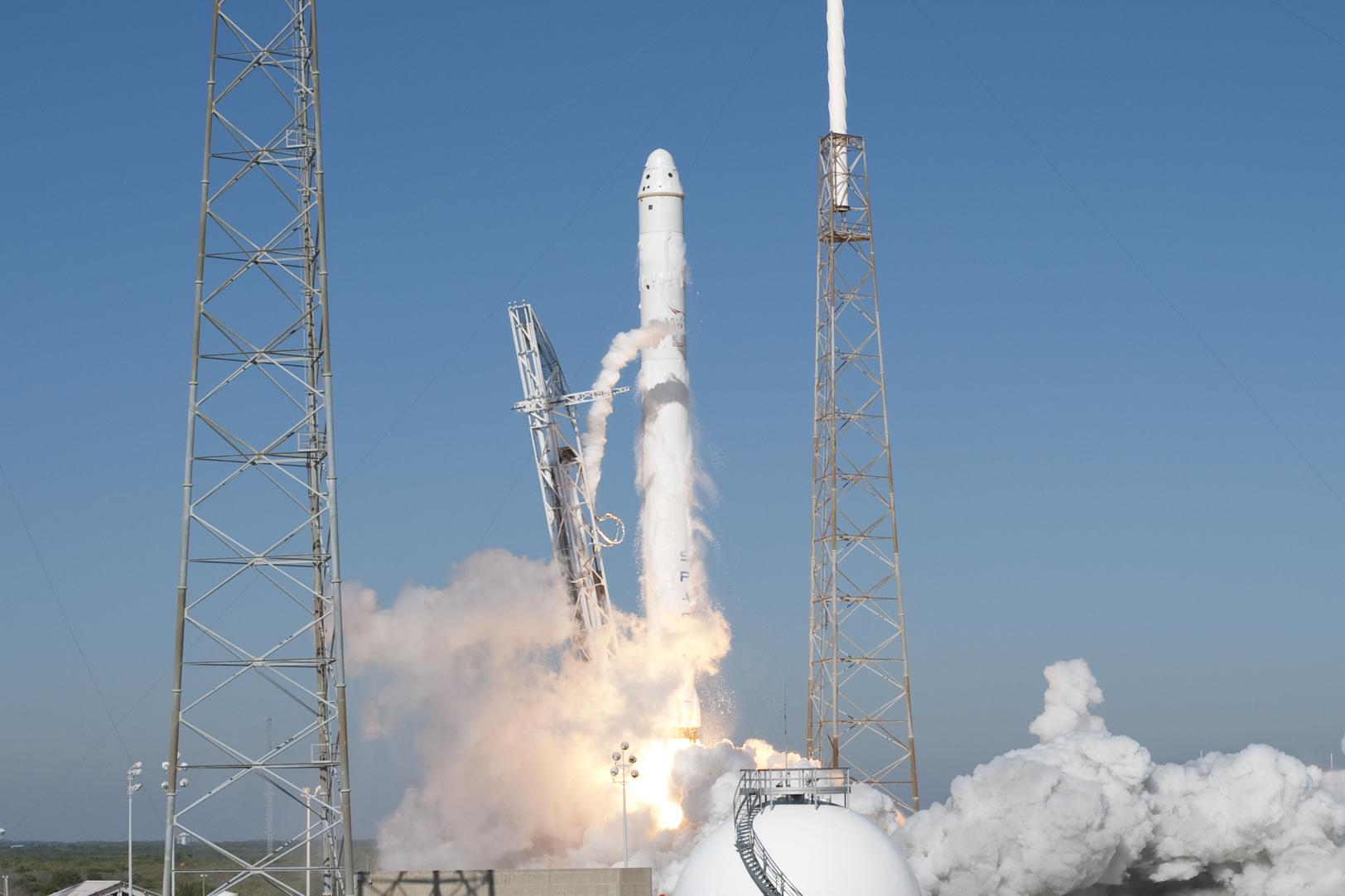
Lançamento do Falcon 9

Os dois estágios e a cápsula Dragon para o segundo Falcon 9 foram construídos na fábrica da SpaceX em Hawthorne, Califórnia, e foram entregues nas instalações da SpaceX em Cabo Canaveral em julho e agosto de 2010.
A data de lançamento prevista foi reprogramada de sua data original de 2008 para o final de 2010, com o COTS Demo 2 e 3 sendo reprogramado para 2011.
Um ensaio geral molhado foi realizado em 15 de setembro de 2010, e o lançamento foi planejado para não antes de 7 de dezembro de 2010.
Em 22 de novembro de 2010, a SpaceX anunciou que havia recebido uma licença para a reentrada de espaçonaves do Escritório de Transporte Espacial Comercial da Administração Federal de Aviação para o lançamento. É a primeira licença desse tipo emitida para uma empresa privada.
Um teste de fogo estático bem-sucedido foi executado pela SpaceX em 4 de dezembro de 2010. Esta foi a terceira tentativa de fazer isso, pois as duas primeiras tentativas foram abortadas automaticamente. A primeira tentativa foi em 3 de dezembro de 2010, mas o teste foi abortado automaticamente um segundo antes da ignição devido a uma leitura de alta pressão.
O lançamento deveria prosseguir em 7 de dezembro de 2010. No entanto, várias rachaduras foram observadas nas porções externas da extensão de nióbio do bico de vácuo do motor Merlin de segundo estágio. A decisão foi feita para cortar os desnecessários 15 centímetros do bico, uma vez que a perda de desempenho resultante não era crítica.

## Eventos de lançamento
O lançamento foi finalmente agendado para 8 de dezembro de 2010, com janelas de lançamento disponíveis das 14:00 às 14:06, 15:38 às 15:43 e 17:16 às 17:24 UTC com base na disponibilidade de rastreamento e dados Tracking and Data Relay Satellite (TDRS) da NASA usada para rastrear e se comunicar com a espaçonave. A primeira tentativa foi originalmente agendada para o meio da primeira janela de lançamento, às 14:03 UTC, mas foi movida para o final da janela às 14:06 UTC. Esta tentativa foi abortada em T-02:48 no relógio de contagem regressiva por causa de dados falsos de telemetria.
O lançamento foi redirecionado para 15:43 UTC e foi bem-sucedido. Os motores do primeiro estágio desligaram em T+02:56, cone do nariz separado em T+03:47, os motores do segundo estágio desligaram em T+08:56, tudo conforme planejado. A cápsula Dragon separou-se em T+09:30 e atingiu uma órbita quase circular, com um perigeu de 288 km, um apogeu de 301 km e uma inclinação de 34.53°. Estavam perto de marcas específicas de uma órbita circular de 300 km com uma inclinação de 34.5°.
| Tentativa | Planejado                    | Resultado    | Inversão de marcha         | Razão                                                                         | Ponto decisivo                       | Clima bom (%) |
| --------- | ---------------------------- | ------------ | -------------------------- | ----------------------------------------------------------------------------- | ------------------------------------ | ------------- |
| 1         | 8 de dezembro de 2010, 9:06  | Abortado     | —                          | Abortamento automatizado em caso de falha detectada no interruptor de ignição | 8 de dezembro de 2010, 9:03 (T-2:48) | 80%           |
| 2         | 8 de dezembro de 2010, 10:43 | Bem-sucedido | 0 dias, 1 hora, 37 minutos |                                                                               |                                      | 80%           |

## Cargas adicionais
O Falcon 9 também carregava um pequeno número de nanossatélites para a órbita. Incluídos estavam o primeiro nanosatélite do Exército dos Estados Unidos, Space and Missile Defense Command — Operational Nanosatellite Effect, ou SMDC-ONE, para uma missão de 30 dias, e dois ônibus 3U, CubeSat Experiment (QbX), fornecido pelo National Reconnaissance Office, também deve permaneceu em órbita por apenas 30 dias.
Um dos simuladores de peso dentro da espaçonave Dragon era um barril de metal contendo uma roda de queijo francês Le Brouère. Este queijo é produzido em Bulgnéville, Vosgos, França. Foi embalado como uma piada e faz referência ao esboço Cheese Shop de Monty Python's Flying Circus. A tampa do barril foi colada com uma imagem do pôster do filme de paródia de 1984, Top Secret!. O CEO da SpaceX não revelou a identidade da carga durante a coletiva de imprensa pós-amaragem, por medo de que a piada obscurecesse as realizações da empresa.

## Órbita e pouso

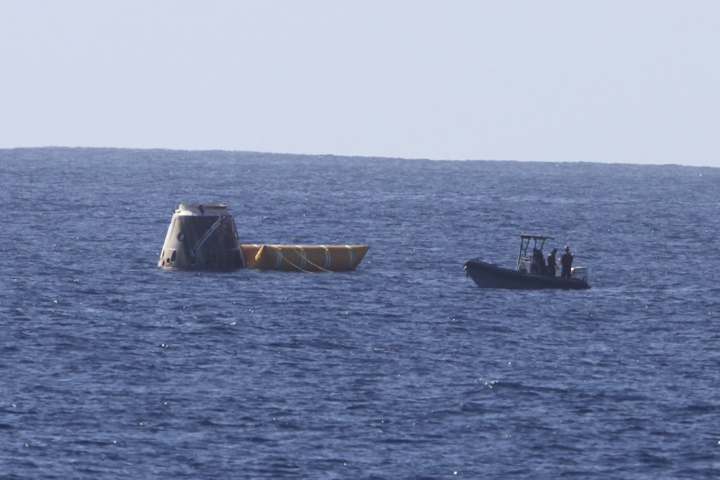
Cápsula Dragon após reentrada

### Dragon
Enquanto em órbita, uma bateria de testes automatizados foi realizada, incluindo controle térmico e controle de atitude para manter links de dados Tracking and Data Relay Satellite (TDRS) ininterruptos. Às 16:15 UTC, a SpaceX anunciou que havia conseguido contato com a cápsula Dragon através do sistema TDRS. Após as duas órbitas planejadas, a espaçonave foi comandada manualmente para iniciar uma queima em órbita, resultando em sua amaragem no Oceano Pacífico às 19:02 UTC, aproximadamente 800 km a oeste de Baixa Califórnia, México depois que todos os três paraquedas foram lançados com sucesso. A SpaceX relatou que todos os objetivos do teste foram concluídos, e o navio de recuperação chegou para resgatar a espaçonave dentro de 20 minutos após a amaragem. A espaçonave pousou a 800 m do local visado, bem dentro da zona de recuperação de 60 por 20 km. Do lançamento a amaragem, o lançamento de demonstração durou 3 horas, 19 minutos e 52 segundos.

### Segundo estágio
O motor de segundo estágio foi religado em órbita após a separação da cápsula Dragon. Isso permitiu que a SpaceX trabalhasse em um objetivo de missão secundário de expandir o envelope de capacidade de lançamento, testando a reignição do motor no espaço e a capacidade do veículo de alcançar além do LEO (órbita terrestre baixa). Embora o bico do motor de segundo estágio Merlin Vacuum tenha sido substancialmente cortado, devido a duas rachaduras descobertas apenas alguns dias antes do lançamento programado, o segundo estágio atingiu uma altitude de 11.000 km.